# Zacualpa (Chiapas)
Zacualpa es una localidad del estado mexicano de Chiapas. Es parte del municipio de Villa Comaltitlán.

## Toponimia
El nombre «Zacualpa» proviene de los términos en náhuatl tzacoali, encierro; pan, lugar. Su significado es «lugar de encierro».

## Demografía
| Gráfica de evolución demográfica |
|                                  |

| Censo | Población |
| ----- | --------- |
| 1910  | 661       |
| 1921  | 114       |
| 1930  | 221       |
| 1940  | 252       |
| 1950  | 298       |
| 1960  | 318       |
| 1970  | 474       |
| 1980  | 305       |
| 1990  | 717       |
| 2000  | 867       |
| 2010  | 1 076     |
| 2020  | 1 111     |